# Avventura di una bella donna
Avventura di una bella donna (Das Abenteuer einer schönen Frau) è un film del 1932 diretto da Henry Koster, tratto dal romanzo Jerry und die Pariserin scritto nel 1924 da Suzanne de Callias.
È il primo film diretto dal regista tedesco di discendenza ebraica, qui accreditato col suo vero nome Hermann Kosterlitz, che dopo Das häßliche Mädchen del 1933 sarà costretto a lasciare la Germania nazista.

## Trama
Berlino, anni trenta. La scultrice Thea Roland è alla ricerca di un uomo da usare come modello quando incontra il pugile inglese Jerry. I due si "conoscono" e Thea rimane incinta. Anticonvenzionale nella vita come nella sua arte, la donna rivela la cosa a Jerry solo al suo successivo ritorno a Berlino, rifiutando la sua proposta di matrimonio.

## Produzione
Il romanzo della scrittrice francese Suzanne de Callias era ambientato a Parigi, durante la prima guerra mondiale. Qui la storia viene attualizzata e spostata nella Berlino dei primi anni trenta, e l'artista bohémien dell'opera originale lascia il posto alla "neue frau", donna tedesca con un atteggiamento volto alla modernità.
Secondo alcune fonti, alla sceneggiatura avrebbe collaborato il futuro regista Billy Wilder, anche se non risulta accreditato.

## Distribuzione
Il film fu distribuito in Germania dal 17 dicembre 1932, con il titolo Das Abenteuer der Thea Roland.
Nel 2018 è stato proiettato durante la 68ª edizione del Festival internazionale del cinema di Berlino, in una retrospettiva dedicata alle produzioni tedesche negli anni della Repubblica di Weimar.

### Date di uscita
- Germania (Das Abenteuer der Thea Roland) – 17 dicembre 1932
- Ungheria (Szépasszony kalandja) – 26 gennaio 1933
- Svezia (Obunden kärlek) – 27 gennaio 1933
- Spagna (Aventura de una mujer bonita) – 25 marzo 1933
- Francia (Das Abenteuer der Thea Roland) – 30 marzo 1933
- Portogallo (Diário de uma Mulher Bonita) – 22 maggio 1933
- Danimarca (Kærlighed uden Lænker) – 12 giugno 1933